# József Munk
József Munk (n. 30 noiembrie 1890, Budapesta, Austro-Ungaria) a fost un înotător ce a reprezentat Ungaria, medaliat olimpic. A participat la o ediție a Jocurilor Olimpice (1908) în care a câștigat o medalie de argint.

## Participări
Lista de mai jos prezintă principalele competiții la care a participat József Munk de-a lungul carierei.
- swimming at the 1908 Summer Olympics – men's 4 × 200 metre freestyle relay[*]